# Дагон и другие жуткие рассказы
«Дагон и другие жуткие рассказы» — сборник произведений американского автора Г. Ф. Лавкрафта, в который также входит его эссе о странной фантастике и «Сверхъестественный ужас в литературе». Впервые был опубликован Августом Дерлетом в 1965 году его издательством «Arkham House», тиражом в 3471 экземпляров. Истинное первое издание содержит преимущественно рассказы про гибридных существ. Сборник был переиздан в 1986, где основная часть рассказов была дополнена и упорядочена в хронологическом порядке, и, получив обозначение «пятая редакция», вышел тиражом 4023 экземпляра.

## Содержание
- «Дагон»
- «Склеп»
- «Полярис»
- «За стеной сна»
- «Карающий Рок над Сарнатом»
- «Белый корабль»
- «Некоторые факты о покойном Артуре Джермине и его семье»
- «Кошки Ултара»
- «Селефаис»
- «Извне»
- «Храм»
- «Дерево»
- «Лунная топь»
- «Безымянный город»
- «Зов Ктулху»
- «Иные боги»
- «Поиск Иранона»
- «Герберт Уэст — реаниматор»
- «Пёс»
- «Гипнос»
- «Таящийся ужас»
- «Праздник»
- «Неименнуемое»
- «Погребённый с фараонами»
- «Он»
- «Ужас в Ред Хуке»
- «Загадочный дом на туманном утёсе»
- «В стенах Эрикса»
- «Зловещий священник»
- «Зверь в пещере»
- «Алхимик»
- «Поэзия и боги»
- «Улица»
- «Перевоплощение Хуана Ромеро»
- «Азатот»
- «Потомок»
- «Книга»
- «Нечто в лунном свете»
- «Сверхъестественный ужас в литературе»